# Upucerthia saturatior
Upucerthia saturatior е вид птица от семейство Furnariidae.

## Разпространение
Видът е разпространен в Аржентина и Чили.